# سد تتون
سد تتون (انگلیسی: Teton Dam) یک سد خاکی در غرب ایالات متحده، بر روی رودخانه تتون در شرق آیداهو بود. این بنا توسط «اداره احیای ایالات متحده»، یکی از هشت آژانس فدرال مجاز برای ساخت سدها ساخته شد. این سد که بین شهرستان‌های فرمونت و مدیسون قرار دارد در جریان نخستین آبگیری خود، در ۵ ژوئن ۱۹۷۶، شکست فاجعه باری را متحمل شد.
ریزش سد تتون جان ۱۱ نفر و ۱۶۰۰۰ دام را گرفت. ساخت سد حدود ۱۰۰ میلیون دلار هزینه داشت و دولت فدرال بیش از ۳۰۰ میلیون دلار به عنوان ادعاهای مربوط به شکست آن پرداخت کرد. برآورد کل خسارت تا ۲ میلیارد دلار است. این سد دوباره بازسازی نشد.